# Coalición (Australia)
La Coalición Liberal-Nacional (en inglés: Liberal–National Coalition) comúnmente conocida simplemente como Coalición, es una alianza política de centroderecha. Los dos miembros de la coalición son el Partido Liberal de Australia y el Partido Nacional de Australia. Desde 2022, la Coalición lidera la oposición al gobierno laborista. El grupo está liderado actualmente por Scott Morrison, quien fue primer ministro de Australia desde agosto de 2018 hasta mayo de 2022.

## Historia
El Partido Liberal de Australia y el Partido Nacional de Australia (antes Partido del Campo Australiano) se han presentado en las elecciones federales australianas como una coalición desde la fundación del Partido Liberal en 1944. Durante décadas se ha debatido una fusión total de los partidos como resultado de la reducción de votos del Partido Nacional. Se argumenta que la disminución en el voto nacional está vinculada a una población rural en declive, y las políticas del Partido Nacional se han vuelto cada vez más similares a las del Partido Liberal. Además, en los estados y territorios de Australia, los afiliados de los partidos han trabajado en coalición en múltiples ocasiones. Además, el Partido Liberal del País del Territorio del Norte ha estado afiliada a ambas partes desde su formación, y en julio de 2008, el Partido Nacional de Queensland y el Partido Liberal de Queensland se fusionaron para convertirse en el Partido Nacional Liberal de Queensland.
| Período       | Alianza                         | Partidos miembros | Partidos miembros              | Partidos miembros |
| ------------- | ------------------------------- | ----------------- | ------------------------------ | ----------------- |
| 1923–1931     | Coalición Nacionalista-Campo    |                   | Partido Nacionalista           | NP                |
| 1923–1931     | Coalición Nacionalista-Campo    |                   | Partido del Campo              | CP                |
| 1934-1943     | Coalición Australia Unida-Campo |                   | Partido de la Australia Unida  | UAP               |
| 1934-1943     | Coalición Australia Unida-Campo |                   | Partido del Campo              | CP                |
| 1944-presente | Coalición Liberal-Nacional      |                   | Partido Liberal de Australia   | LPA               |
| 1944-presente | Coalición Liberal-Nacional      |                   | Partido Nacional de Australia  | NPA               |
| 1979-presente | Coalición Liberal-Nacional      |                   | Partido Liberal del País (NT)  | CLP               |
| 2008-presente | Coalición Liberal-Nacional      |                   | Partido Liberal Nacional (QLD) | LNP               |

## Sugerencias de fusión
En marzo de 1973, el ex primer ministro William McMahon anunció públicamente su apoyo a una fusión.McMahon reiteró su postura después de que el Partido Laborista ganara las elecciones de 1974, y Billy Snedden, su sucesor como líder del Partido Liberal, también declaró que estaba a favor de una fusión.
Durante la década de 1980, el exdiputado del Partido Nacional Peter Nixon realizó una revisión del partido y "concluyó que debía considerar seriamente fusionarse con los liberales".No mucho después, el exlíder del Partido Nacional Doug Anthony escribió: "Cualquier miembro objetivo y racional del Partido Nacional que lea este informe tendría que aceptar que la fusión es el único camino realista. Lamentablemente, todavía hay demasiados que no quieren leerlo y que no quieren enfrentar la realidad: que el papel de un partido especializado en atender las necesidades de la población rural está en declive".El líder del Partido Nacional, Ian Sinclair, rechazó públicamente los llamados a una fusión, citando la incompatibilidad entre el conservadurismo del Partido Nacional y el ala 'liberal con minúscula' del Partido Liberal.
En julio de 1989, el senador Fred Chaney, vicepresidente del Partido Liberal, expresó su apoyo tentativo a una fusión, pero señaló que esta no debía ser impulsada por los políticos, sino que debía surgir desde las bases.
Tras su derrota en las elecciones federales de 2007, volvió a hablarse de una posible fusión en 2007 y 2008,como consecuencia de la disminución del voto al Partido Nacional.Se argumentó que este declive en el apoyo al Partido Nacional estaba vinculado a la disminución de la población rural, y que las políticas del Partido Nacional se habían vuelto cada vez más similares a las del Partido Liberal.Sin embargo, no se concretó ninguna fusión fuera de Queensland.

## Nomenclatura
Debido a la existencia de una coalición disciplinada entre los partidos y sus predecesores durante casi 100 años —con solo unas pocas interrupciones breves dentro de un sistema parlamentario—, la mayoría de los comentaristas y del público en general solía referirse a la Coalición como si fuera un solo partido. Las encuestas y los resultados electorales incluían un voto de dos partidos preferidos (two-party-preferred, TPP), basado en el Partido Laborista y la Coalición. La Comisión Electoral Australiana ha distinguido entre contiendas “tradicionales” (Coalición/Laborismo) de dos partidos preferidos (TPP/2PP), y contiendas “no tradicionales” (Independientes, Verdes, Liberales vs Nacionales) de dos candidatos preferidos (two-candidate-preferred, TCP/2CP). En las elecciones federales de 2010, los ocho distritos que resultaron en un conteo de dos candidatos preferidos fueron recontados para expresar también un resultado “tradicional” de dos partidos preferidos con fines meramente estadísticos.

## Electorado
A partir de 2022, los mayores bloques de votantes de la Coalición eran los hombres de clase media (en contraste con la clase trabajadora), que ganan entre A$45,001 y A$80,000 al año, y que tienen una cualificación no terciaria o carecen de formación académica formal.Los propietarios de vivienda votaron más por la Coalición que por cualquier otro partido, y el estado de Queensland fue su electorado más fuerte según el porcentaje de voto de dos partidos preferidos. Sin embargo, por voto primario, Tasmania fue el estado con el mayor apoyo a la Coalición.
La Coalición también obtuvo un apoyo significativo de los australianos en zonas regionales, rurales y remotas, mientras que carecía de un respaldo importante en la mayor parte de las capitales. Sin embargo, había regiones dentro de las ciudades capitalinas que aún votaban por la Coalición, como el distrito de Hills y Sutherland, y, históricamente, la mayoría de los suburbios orientales y del norte de Sídney; algunas zonas del este y noreste de Melbourne; muchas áreas de Brisbane y Perth; y la parte sur de Darwin.
La Coalición tuvo un apoyo inferior al promedio entre los votantes indiosy musulmanes. Históricamente, los australianos de origen chino votaban por la Coalición en lugar del Partido Laborista, debido a la percepción de que el Partido Liberal tenía una orientación más empresarial que Labor. Sin embargo, ese apoyo disminuyó en los últimos años del gobierno de la Coalición.En las elecciones federales australianas de 2022, los electorados con una mayor concentración de votantes chino-australianos registraron mayores cambios en contra de la Coalición en comparación con otros distritos: en los 15 distritos con mayor población de ascendencia china, el cambio en contra de la Coalición en términos de voto de dos partidos preferidos fue del 6,6 %, frente al 3,7 % en los demás distritos.Esto llevó a que el Partido Liberal perdiera en 2022 varios escaños federales con grandes comunidades chinas frente a Labor (como Bennelong y Reid en Sídney y Chisholm en Melbourne) y ante una independiente “teal” en Kooyong (Melbourne). También perdió Aston en 2023, siendo la primera vez en más de un siglo que el partido de gobierno ganaba un escaño a la oposición en una elección parcial.En las elecciones estatales de Nueva Gales del Sur de 2023, los 10 distritos con mayor proporción de población de ascendencia china registraron fuertes cambios a favor de los laboristas.Sin embargo, la división del Partido Liberal de Nueva Gales del Sur logró conservar varios escaños estatales con grandes comunidades chinas, como los distritos de Drummoyne, Epping, Holsworthy, Lane Cove, Miranda, Oatley y Ryde, todos en Sídney.

## Resultados electorales

### Elecciones federales
|  | 53.20 % |

|  | 49.56 % |

|  | 44.16 % |

|  | 48.35 % |

|  | 45.58 % |

|  | 49.26 % |

|  | 43.93 % |

|  | 30.44 % |

|  | 43.65 % |

|  | 50.26 % |

|  | 50.34 % |

|  | 47.57 % |

|  | 47.63 % |

|  | 46.55 % |

|  | 42.09 % |

|  | 46.03 % |

|  | 49.98 % |

|  | 43.33 % |

|  | 41.48 % |

|  | 44.91 % |

|  | 53.05 % |

|  | 48.10 % |

|  | 46.40 % |

|  | 43.57 % |

|  | 44.69 % |

|  | 45.91 % |

|  | 43.46 % |

|  | 44.27 % |

|  | 46.90 % |

|  | 39.50 % |

|  | 43.01 % |

|  | 46.70 % |

|  | 42.09 % |

|  | 43.62 % |

|  | 45.55 % |

|  | 42.05 % |

|  | 41.44 % |

|  | 35.70 % |

### Líderes estatales y territoriales
|  | 35.37 % |

|  | 34.38 % |

|  | 35.89 % |